# Nymphoides krishnakesara
Nymphoides krishnakesara är en vattenklöverväxtart som beskrevs av K.T. Joseph och V.V. Sivarajan. Nymphoides krishnakesara ingår i släktet sjögullssläktet, och familjen vattenklöverväxter. Inga underarter finns listade i Catalogue of Life.

## Bildgalleri

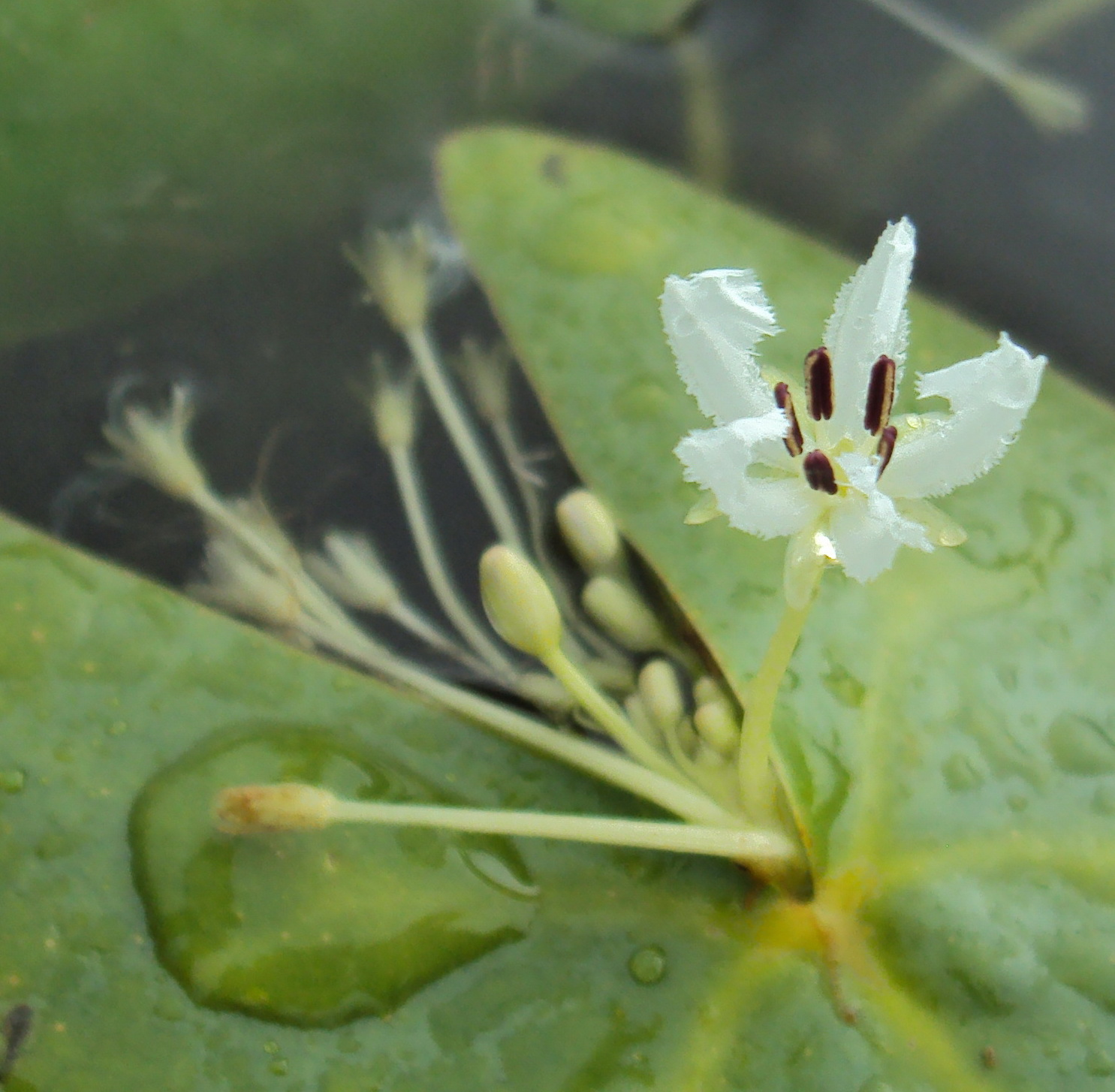
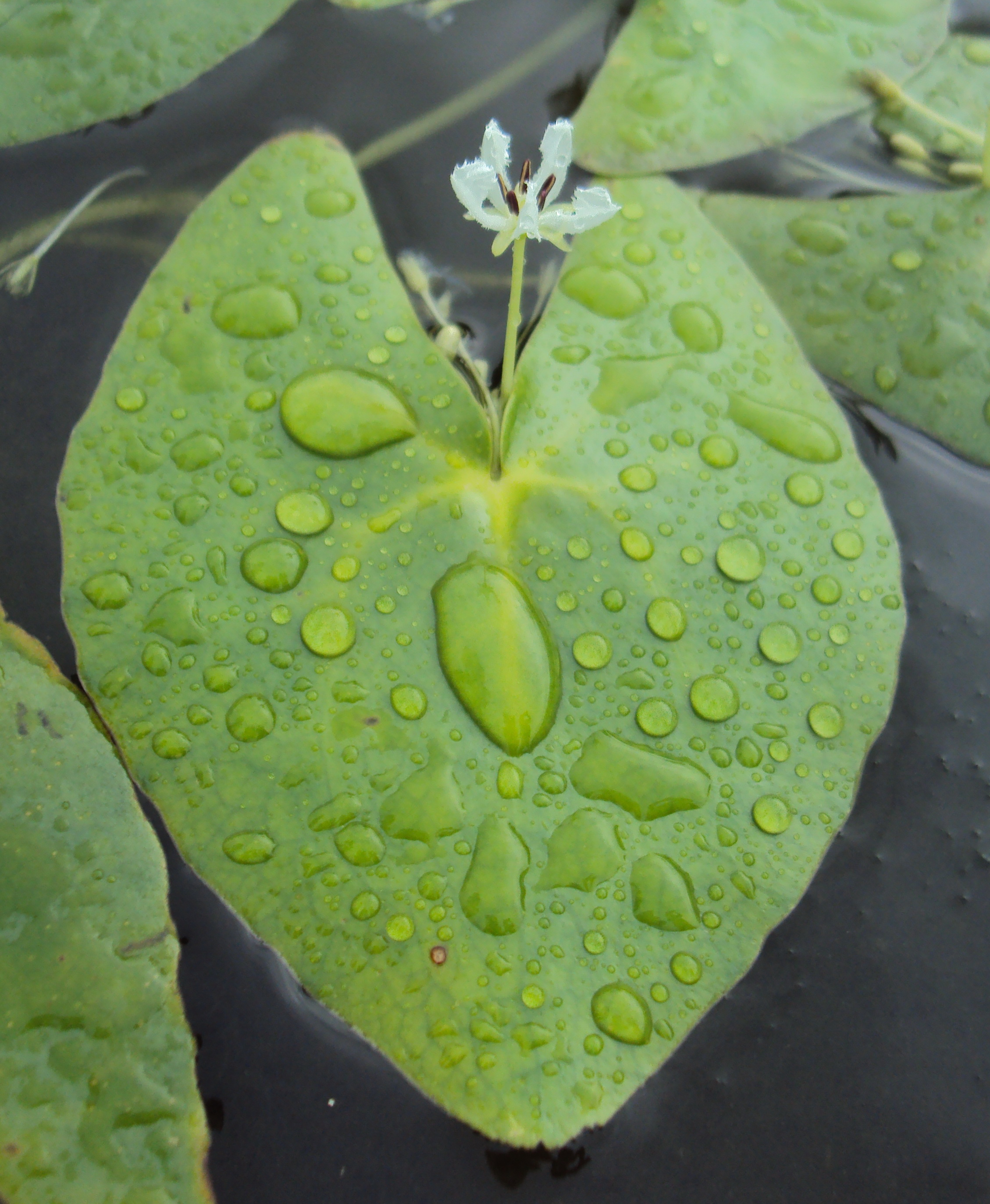
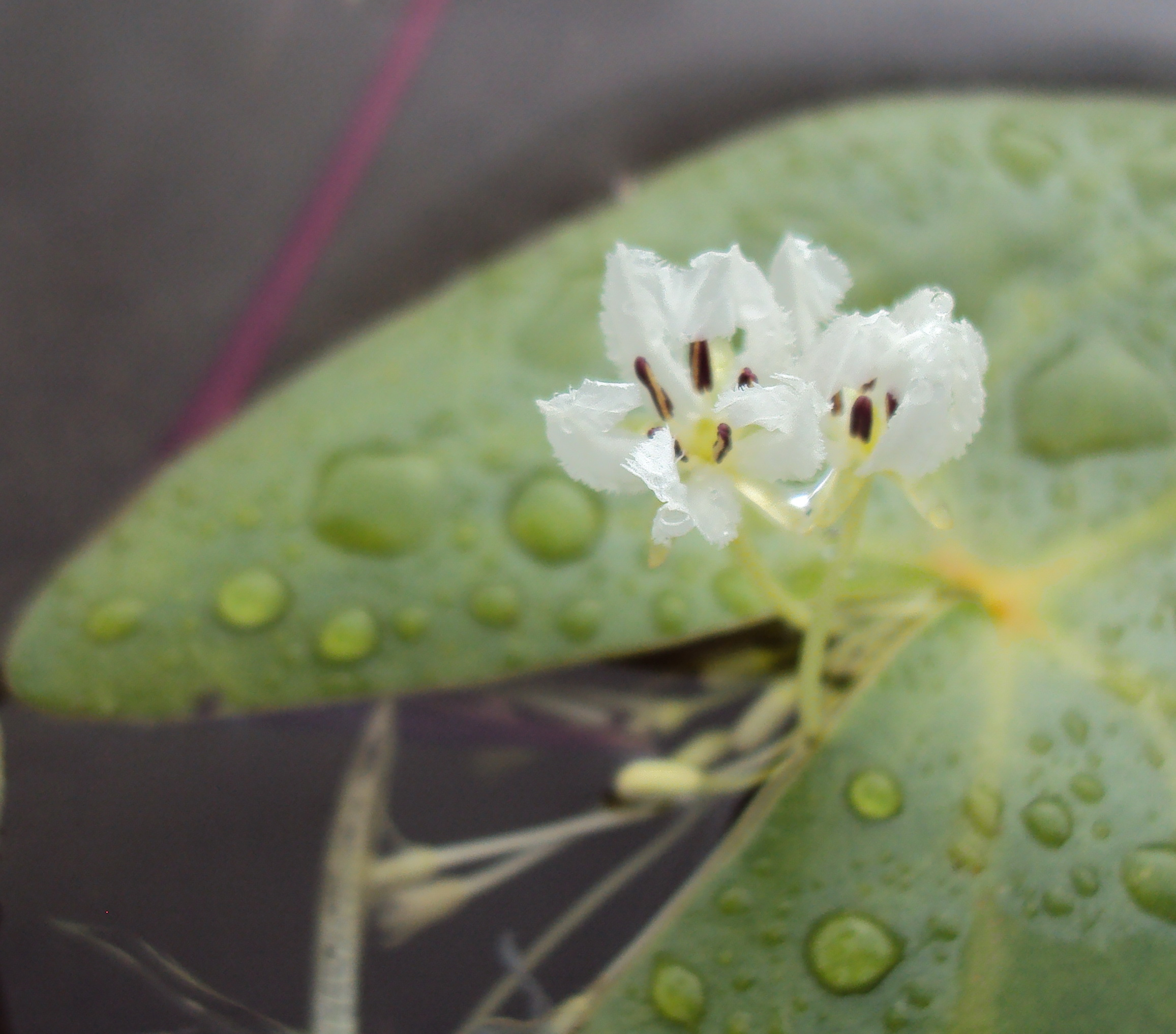
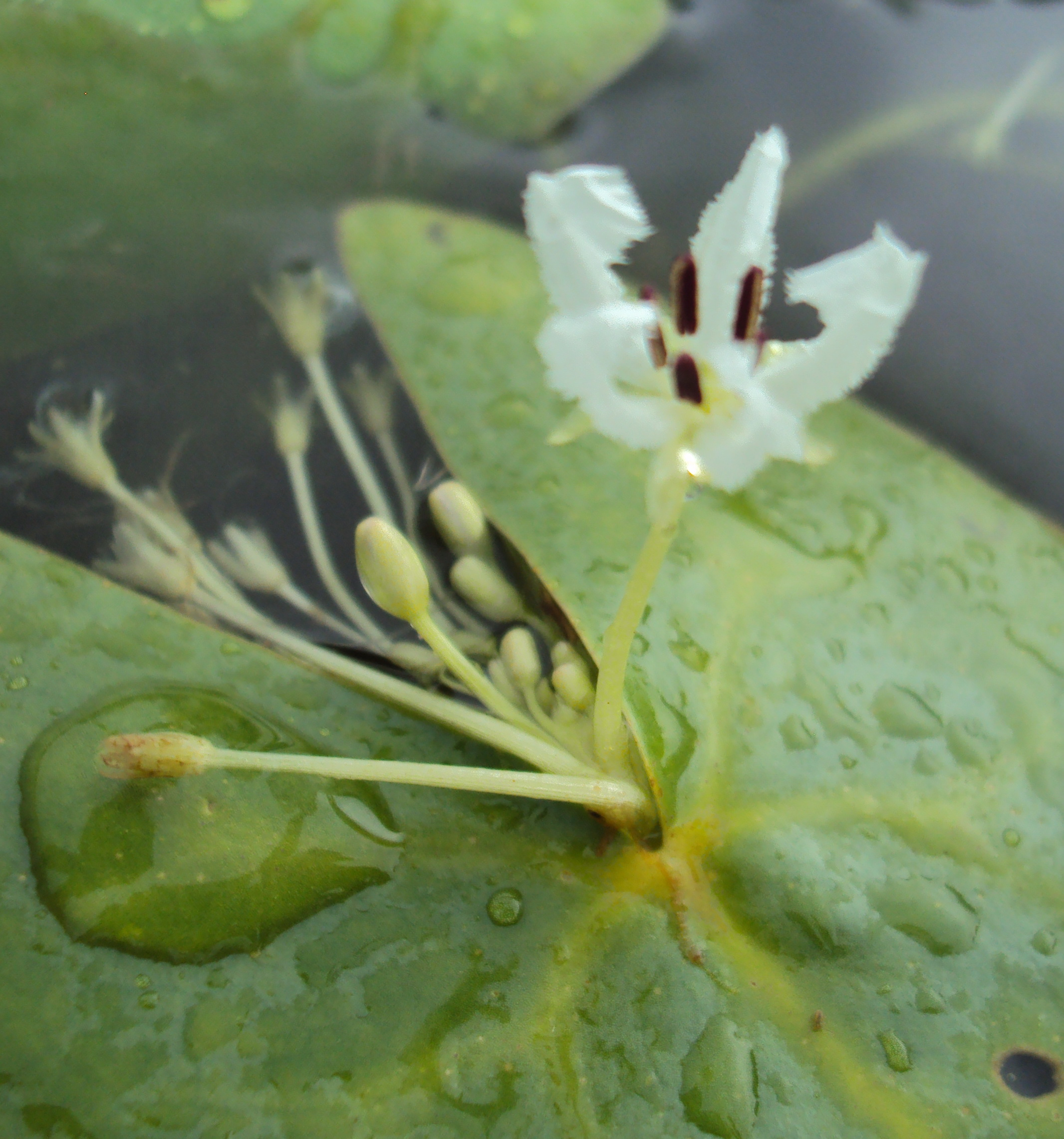
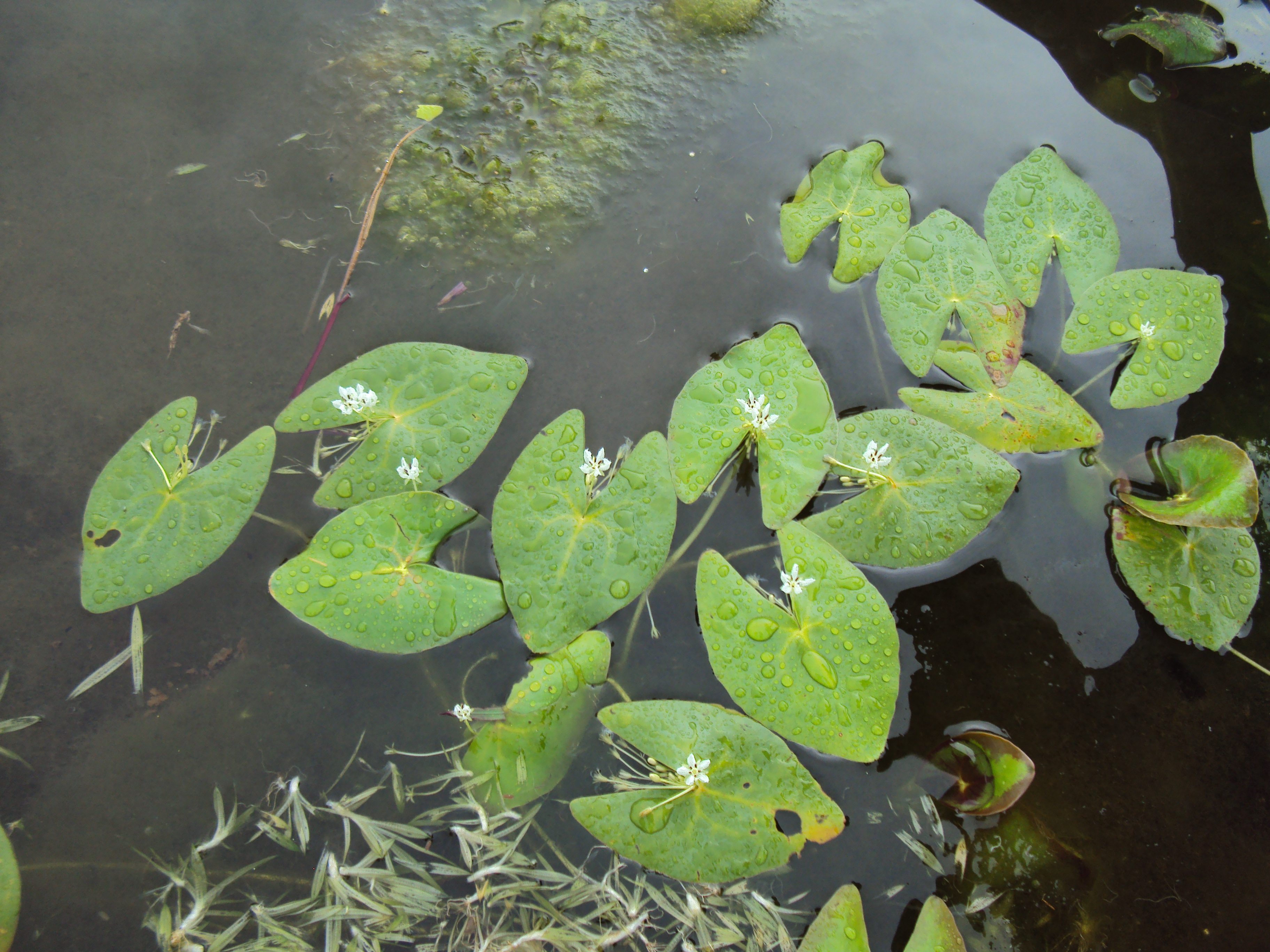
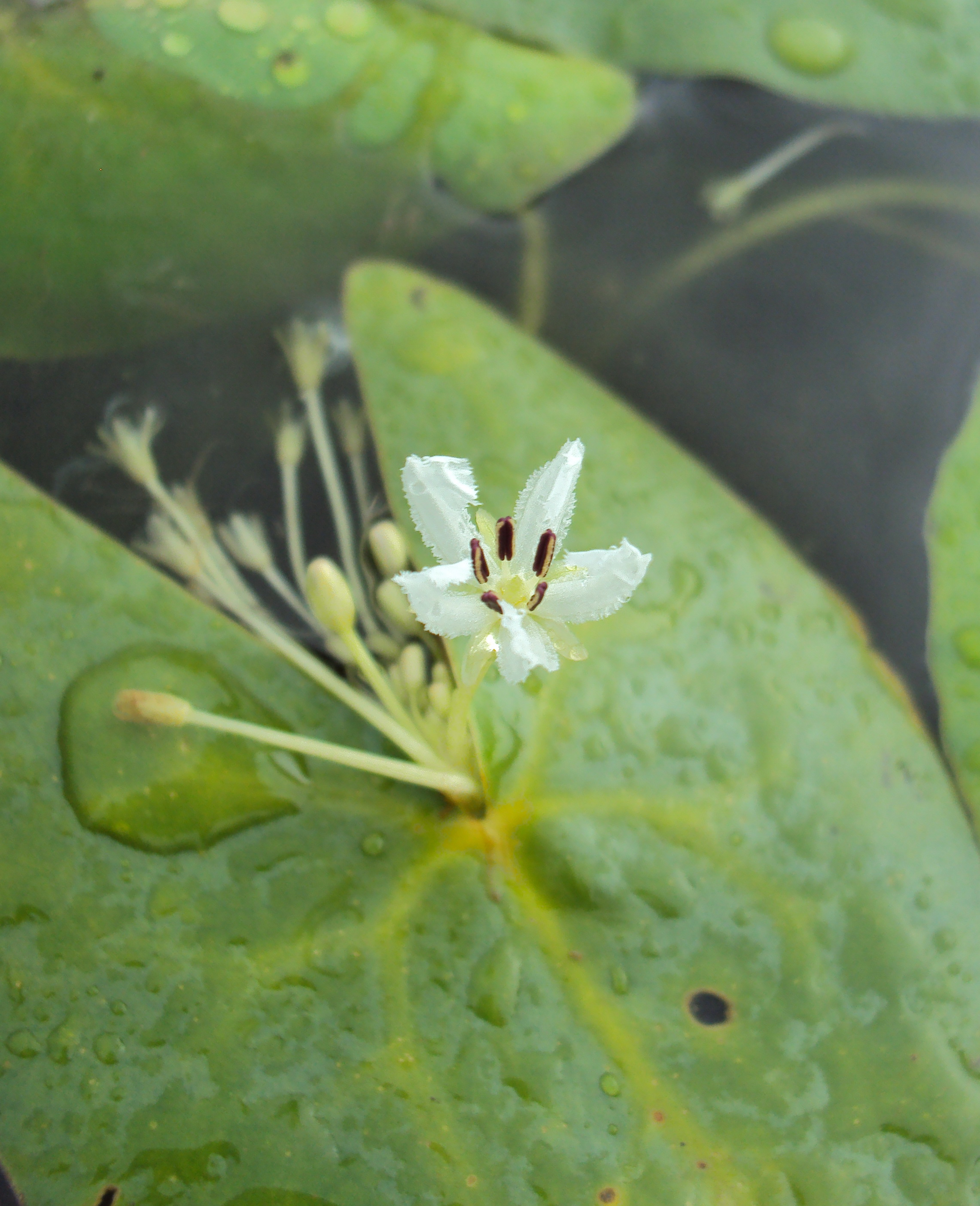